# دانيال جاي
دانيال جاي رودولف (1949 - 2010 م) عالم رياضيات كان يعتبر رائدًا في نظرية إرجوديك والأنظمة الديناميكية. درس رودولف في معهد كاليفورنيا للتكنولوجيا وستانفورد وقام بتدريس الرياضيات بعد التخرج في جامعة ستانفورد وجامعة مريلاند وجامعة ولاية كولورادو، حيث تم تعيينه في كرسي ألبرت سي ييتس المخصص للرياضيات في ولاية كولورادو في عام 2005م. شارك في تطوير نظرية تكافؤ المدار المقيد التي وحدت بضع من النظريات الأخرى في إطار واحد. أسس دورة تحضيرية مكثفة للدراسات العليا في الرياضيات، وبدأ حلقة الرياضيات لأطفال المدارس المتوسطة. في وقت مبكر من حياته كان راقصًا حديثًا. توفي في عام 2010 من مرض التصلب الجانبي الضموري، وهو مرض عصبي حركي تنكسي.

## النشأة والتعليم
وُلد رودولف لوالديه ويليام فرانكلين رودولف (١٩٢٢ - ٢٠٠٠) وبيتي جوالو والدرن (١٩٢١ - ٢٠٠٤) وكان وسط ثلاثة أبناء، والآخرون هم جري جوري وجيمس. انتقلت العائلة إلى فورت كولين عندما كان دانيال صغيرًا جدًا. التحق بمدرسة فورت كولين الثانوية حيث كان نشطًا في نادي الكيمياء ونادي الفيزياء ونادي الكمبيوتر ونادي الطيران بالإضافة إلى كونه عضوًا في مجلس الطلاب. كان رودولف أحد المتأهلين لنصف النهائي في
Westinghouse Science Talent Search
تخرج من مدرسة فورت كولين الثانوية في عام ١٩٨٦ وتخرج في معهد كاليفورنيا للتكنولوجيا. حضر رودولف معهد كاليفورنيا للتكنولوجيا في زمالة سلون للأبحاث، وخطط للتخصص في الفيزياء النظرية. سرعان ما غير رأيه وتخرج بدرجة البكالوريوس في الرياضيات عام ١٩٧٢. [1]  قبل التخرج، حصل على جائزة بيل من معهد كاليفورنيا لأبحاث الرياضيات الجامعية.

## حياة مهنية
انتقل رودولف إلى جامعة ستانفورد في عام ١٩٧٢ حيث تم عمل ثوري على نظرية ergodic. [5] [3]  حصل على درجة الماجستير في العلوم في عام ١٩٧٣ [1] وأكمل درجة الدكتوراه تحت إشراف دونالد أورينتشن في عام ١٩٧٥، بعنوان «السلوك غير البر نولي لجذور الأشكال الآلية الكورية».  ركز عمل رودولف في نظرية ergodic على نظرية القياس بدلاً من نهج التحليل الوظيفي الذي سيطر على نظرية ergodic.
وصفه لنظرية: ergodic.
«مجال دراستي هو الديناميت القابلة للقياس، ما يسمى عادة» نظرية ergodic «. هذا هو فرع مركزي من الأنظمة الديناميكية مع وصلات واسعة للديناميت السلسة والمنخفضة الأبعاد، والدينيات الرمزية، والدينيات الطوبولوجية، سمها ما شئت، ولغيرها  فروع الرياضيات، التحليل الوظيفي، الهندسة، التوافقية، نظرية الأعداد، سمها ما شئت.ا لافتراض المركزي للديناميكيات هو أن المرء لديه فضاء طور وبعض المجموعات أو نصف مجموعة من الخرائط الذاتية لتلك المساحة التي تلعب دورًا في وصف تطور الزمن  من فضاء المرحلة».
من آب (أغسطس) ١٩٧٥ إلى آب (أغسطس) ١٩٧٦، كان رودولف زميلًا لما بعد الدكتوراه في الجامعة العبرية في القدس.  خلال هذا الوقت، ابتكر حلاً لمشكلة في نظرية ergodic التي قاومت الحلول من قبل Ornstein وآخرين، بعنوان «متى يتم تمديد تحولات برنولي بنقطتين أيضًا تحولات برنولي؟».  وبذلك ابتكر طريقة «التعشيش» التي تطورت إلى أداة قوية.  كما بدأ دراساته في أنواع مختلفة من معادلة المدار.
جاذب لورنس، تفسير مرئي للنظام الديناميكي
أصبح زميلًا في معهد Miller في جامعة كاليفورنيا.  بيركلي من أواخر ١٩٧٦ إلى ١٩٧٨ وعُين أستاذًا مساعدًا في جامعة ستانفورد ١٩٧٨ إلى ١٩٨١. أمضى جزءًا من عام ١٩٧٩ في جامعة مريلاند حيث درس الديناميت.  أثناء وجوده في مريلاند، عاش في "Ergodic House" جنبًا إلى جنب مع Bruce Kitchens و Brian Marcus و Leif Swanson وزارهم بانتظام دوج ليند وأندري ديل جنكو.
في عام ١٩٨١ تم تعيين رودولف أستاذًا مشاركًا في جامعة ميريلاند، وحصل على زمالة سلون للأبحاث.  هذا هو المكان الذي أصبح فيه معروفًا كرائد عالمي في نظرية ergodic.  تم تعيينه أستاذا للرياضيات في عام ١٩٨٥ [1] وكان في ولاية مريلاند حتى عام ٢٠٠٤، وخلال تلك الفترة كان رئيسًا لبرنامج الدراسات العليا ورئيسًا بالنيابة لقسم الرياضيات. [5]
بالتعاون مع جانيت كأمير وآخرين، طور رودولف نظرية تكافؤ المدار المقيد التي وحدت نظرية برنولي لروبنشتاين، ونظرية داي، وتكافؤ كأكواني، وعلاقات أخرى في إطار واحد. [3]
قضى رودولف بعض الوقت بعيدًا عن مريلاند وكان أستاذًا زائرًا في العديد من الجامعات بما في ذلك: جامعة بيير وماري كوري في عام ١٩٨٨؛  ومعهد الرياضيات بجامعة وارويك وجامعة نيكولاس كوبرن كوس في تورون عام ١٩٨٩؛  جامعة نورث كارولينا في تشابل هيل عام ١٩٩١؛  جامعة داكس مرسيليا في عام ١٩٩٣؛  وجامعة فرانسوا رابليه في جولات عام ١٩٩٣.
قدم رودولف العديد من المحاضرات بما في ذلك في المؤتمر الدولي لعلماء الرياضيات في بكين في عام ٢٠٠٢ بعنوان «تطبيقات معادلة المدار لأفعال المجموعات المنفصلة القابلة للامتثال».
انتقل رودولف وعائلته إلى مسقط رأسه القديم فورت كولين في عام ٢٠٠٥ حيث تم تعيينه في كرسي ألبرت سي. ييتس للرياضيات في جامعة ولاية كولورادو. هنا تم تشخيصه بالتصلب الجانبي الضموري، وهو مرض عصبي حركي تنكسي.
أسس رودولف وأدار برنامج SPIRAL في مريلاند، والذي كان عبارة عن إعداد مكثف لمدة ستة أسابيع للدراسات العليا في العلوم الرياضية.  تم الاعتراف بهذا البرنامج من قبل الجمعية الأمريكية للرياضيات مع جائزة «برامج الرياضيات التي تحدث فرقًا» في عام ٢٠٠٨.
مع تقدم المرض، أصبحت بعض الأنشطة البدنية مستحيلة، لكنه استمر في التدريس والقيام ببعض الأعمال الإدارية، بما في ذلك الإشراف على طلاب الدكتوراه.  بدأ رودولف حلقة الرياضيات لفتيات المدارس الإعدادية بمساعدة معلمة المدرسة الإعدادية ما رثا كانور.  تم توسيع هذا لاحقًا إلى معسكر صيفي لدوائر الرياضيات، للفتيات والفتيان في المدارس الإعدادية.
توفي رودولف في ٤ فبراير ٢٠١٠ من المضاعفات الناتجة عن مرض التصلب الجانبي الضموري.  تم تخصيص مجلد أبريل ٢٠١٢ من مجلة Ergodic Theory and Dynamical Systems (المجلد 32، الجزء 2) له.  كانت إحدى أوراقه الأخيرة عبارة عن عمل مشترك مع بنيامين فأيس وماثيو فورمان في مجلة Annals of Mathematics حول علاقة تكافؤ الاقتران بين الأشكال الآلية.

## منشورات مختارة
ألف رودولف أو شارك في تأليف أكثر من ٧٠ مقالاً [2] في مجال نظرية أجروديك، بما في ذلك:
رودولف، دانيال ج. (١٩٧٦).  «نوعان من الأوتوماتيكية K غير متشابهة مع مربعات متشابهة الشكل».  مجلة إسرائيل للرياضيات.  Springer Science and Business Media LLC.  23 (3-4. 
رودولف، دانيال ج.  شوار، جدعون (١٩٧٦).  «على بلوغ-đ».  مجلة إسرائيل للرياضيات.  Springer Science and Business Media LLC.  24 (3-4): ١٨٥_١٩٠. 
رودولف، دانيال ج.  شمية، كلاوس (١٩٩٥).  «يكاد يمنع استقلالية و Bernoulli city لأفعال d من خلال الأشكال التلقائية لمجموعات abelian المدمجة».  اختراعات الرياضيات.  Springer Science and Business Media LLC.  120 (1): 455-488.  بيب كود: ١٩٩٥ InMat.120..45 . 
رودولف، دانيال ج. (١٧ ديسمبر ١٩٩٧).  «المتواليات العامة بالكامل ونظرية أوقات العودة متعددة المصطلحات».  اختراعات الرياضيات.  Springer Science and Business Media LLC.  131 (1): 199-228.  بيب كود: 1997InMat.131..199R.  دوى: 10.1007 / s002220050202.  ISSN 0020-9910.  S2CID 119779011.
روي ودري، مرينا كانت؛  رودولف، دانيال ج. (٢٠٠٩).  «أي سلسلتين من سلاسل ماركوف غير القابلة للاختزال هي مكافئة في مدار نهائي».  مجلة إسرائيل للرياضيات.  Springer Science and Business Media LLC.  174 (1): 349-368.  دوى: 10.1007 / s11856-009-0117-7.  ISSN 0021-2172.  S2CID 16624772.
كما قام بتأليف كتابين:
رودولف، دي جي.  (١٩٩٠).  أساسيات الديناميكيات القابلة للقياس: نظرية ergodic في فضاءات Lebesgue.  منشورات أكسفورد العلمية.  مطبعة كالرادون. 
Kemmerer ، JW ؛  رودولف، دي جي.  (٢٠٠٢).  تكافؤ المدار المقيد لأفعال المجموعات المنفصلة القابلة للتمكين.  مساحات كامبريدج في الرياضيات.  صحافة جامعة كامبردج. 